# Jorge de Lencastre, duque de Torres Novas
Jorge de Lencastre (Azeitão, 13 de abril de 1594-7 de septiembre de 1632), Noble de Portugal, marqués y, después, 1º duque de Torres Novas. Era hijo de Juliana de Lencastre, 3ª Duquesa de Aveiro, y de su consorte, Álvaro de Lencastre. 

## Matrimonios y descendencia
Casó en 1619 con Ana Doria de Melfi (1605-1620) hija de Andrea II (1570-1612), 3º príncipe de Melfi, marqués de Torriglia, Ottone, Carrega, Garbagna, Cabella y Fontanarossa y San Stefano d’Aveto, conde de Loano, etc., Caballero de la Orden del Toisón de Oro en 1607; y de Giovanna Colonna (¿?-1620).
Casó por segunda vez con Ana Manrique de Cárdenas, hija de Bernardo de Cárdenas, 3° duque de Maqueda, y de Luisa Manrique de Lara, 5ª duquesa de Nájera. De esta unión nacieron:
- Ramón (Azeitão, 1620-Cádiz, 1665/66), 4º duque de Aveiro;
- María de Guadalupe (Azeitão, 1630-Madrid, 7 de febrero de 1715) 6ª duquesa de Aveiro;
- Luisa (Azeitão, nacida y muerta en 1632);
- Juan (Azeitão, 1633-1659).

- Datos: Q5546694